# Boni Mwawatadi
Boniface (Boni) Mwawatadi Banjila Shibondo est un haut fonctionnaire congolais, ex secrétaire général au ministère de l'économie, président de la fédération de la république démocratique du Congo de basketball (FEBACO en sigle), et sénateur au parlement congolais jusqu'à sa mort, survenue en janvier 2022.

## Parcours
Ressortissant de l'université de kinshasa (UNIKIN en sigle) dans la faculté de sciences économiques, Boni Mwawatadi commence très jeune dans les fonctions publiques, jusqu'à en finir à la tête de l'administration jusqu'au moment de sa retraite. Il accède à la tête de la fédération de la république démocratique du Congo de basketball en 2004, d'abord en tant que président intérimaire, succédant à Juvenal Lufuma suspendu depuis plus d'un an. En 2005 il est officiellement élu et exerce durant 4 mandats successifs où il trouve la mort au cours du 4e, laissant naturellement sa place à Paulin Kabongo.
Il est élu sénateur pour la province de Kasaï central en mars 2019,.

## Décès
Boniface Mwawatadi décède le 14 janvier 2022 à Kinshasa et enterré le 22 janvier 2022 au nécropole de la N'sele,,,.